# Малък извор (област Ловеч)
 Тази статия е за селото в Област Ловеч.  За другото българско село с това име вижте Малък извор (Област Хасково).  
Малък извор е село в Северна България. То се намира в община Ябланица, област Ловеч.

## География
Село Малък извор се намира в Старопланинския Предбалкан, в подножието на Лисец планина.
През Малък извор минава единственият автомобилен път към живописния Гложенски манастир „Св. Георги Победоносец“. В началото на селото тръгва еко пътека, която, минавайки през манастира, достига до пещерата Моровица.

## История
В края на XVIII и началото на XIX век манастирското братство развива просветна дейност в селото. Под негово ръководство и с негови средства в Малък извор се създават метох и килийно училище.

## Културни и природни забележителности
Над селото още личат останките от стар римски път, а по утаечните скали наоколо се откриват различни морски фосили. На десетина километра от Малък извор се намира Гложенският манастир.
В селото се намира енорийска църква „Св. Кирил и Методий“. Иконите в нея са рисувани от основоположника на българското модерно изкуство Николай Павлович.

## Галерия
- Снимки от село Малък извор
- Кметството
- Църквата
- Военен паметник
- Военен паметник
- Читалището
- Кметството
- Поглед от възвишението „Голеш“

1. ↑  www.grao.bg